# Chiesa dei Santi Valeria e Vitale (Sormano)
La chiesa dei Santi Valeria e Vitale, conosciuta anche come chiesa di Santa Valeria è un luogo di culto cattolico, un esempio del romanico lombardo nella Valassina, si trova a Sormano in provincia di Como ma dipende dalla parrocchia di Caglio, di cui anticamente era la chiesa parrocchiale, e sorge fuori dal centro abitato.

## Storia
La piccola chiesa è a croce greca anche se originariamente aveva un'unica navata. Sicuramente di antica costruzione, viene per la prima volta citata nel Liber Notitiae Sanctorum Mediolani, elenco risalente al XIII secolo, voluto e forse stilato da Goffredo da Bussero che raccoglie informazioni relative alle chiese poste sul territorio milanese. L'importanza della dedicazione ai due santi la si rileva dall'intitolazione della chiesa parrocchiale di Caglio ai santi Protasio e Gervaso, figli dei santi Valeria e san Vitale, presente già nel XIII secolo. La dedicazione di santi fu portata sul territorio di Milano da Sant'Ambrogio già nel IV secolo. 
Le braccia laterale dell'edificio furono aggiunte nel 1371. Dal 1974 l'edificio è inserito nel parco privato della villa Giuliani risalente all'Ottocento
La torre campanaria risale al XVI secolo, venne infatti elevata per rispondere all'ordine di san Carlo Borromeo che aveva visitato la chiesa nel 1584, venne poi posta la campana offerta dal cardinale aronese.

## Descrizione
In romanico puro, esternamente la chiesa conserva la sua struttura a croce greca con muratura in cocci di pietra a vista. Anticamente l'ingresso principale era volto verso la montagna e il paese di Caglio poi chiuso. L'ingresso della chiesa fu poi aperto all'estremità del lato destro.
L'interno conserva sul lato a est, il solo affresco rimasto della chiesa medioevale raffigurante la Madonna del latte in trono e Santa Valeria con i due figli gemelli in fasce rinvenuto nei restauri del 1899 come riportano i documenti conservati negli archivi, che riporta la datazione del 1371: MCCCLXXI DIE XIII, nel medesimo documento don Giulio Redaelli testimonierebbe la presenza di numerosi affreschi parietali su questa parte dell'edificio, ma che molti erano indecifrabili. Sarebbe di ulteriore testimonianza la relazione della visita pastorale del 1596 del vescovo Filippo Archinti che cita: decenter picta. L'affresco della Madonna ha molte assonanza con il medesimo soggetto conservato nella chiesa della Madonna di Campoè di Caglio datato 1508. 
Accanto all'affresco si intravede un blasone di difficile interpretazione, probabilmente della famiglia committente il dipinto.
La navata centrale termina con la parte absidale dove si conserva una croce in pietra, questa era probabilmente parte di una tomba del cimitero che era presenta sul territorio presso la chiesa e che fu fatto cintare e chiudere con una cancellata come ordinato da san Carlo Borromeo nella visita pastorale del 1584. Fino al XVIII secolo l'altare era completo di un dipinto datato 1501 poi perduto.